# Cantón de Huelgoat
El cantón de Huelgoat era una división administrativa francesa, que estaba situada en el departamento de Finisterre y la región de Bretaña.

## Composición
El cantón estaba formado por ocho comunas:
- Berrien
- Bolazec
- Botmeur
- Huelgoat
- La Feuillée
- Locmaria-Berrien
- Plouyé
- Scrignac

## Supresión del cantón de Huelgoat
En aplicación del Decreto nº 2014-151 de 13 de febrero de 2014, el cantón de Huelgoat fue suprimido el 22 de marzo de 2015 y sus 8 comunas pasaron a formar parte del nuevo cantón de Carhaix-Plouguer.